# グリーンシティ (豊田市)
グリーンシティ（GREEN CITY）は、愛知県豊田市東山町1丁目5-1にあるショッピングセンター。
正式名称は高橋共同ショッピングセンター。核店舗は総合スーパーのイオン高橋店（旧称はジャスコ高橋店）であり、イオンリテール株式会社が運営を行っている。地元ではジャスコ時代の名残で「高ジャ」（高橋のジャスコの意）と呼ばれることがある。

## 歴史

### 開業
1987年（昭和62年）11月18日、グリーンシティ（高橋共同ショッピングセンター）が開業した。デベロッパーの三洋土地開発と地元の商業者で組織される高橋共同ショッピングセンター商業協同組合が共同で建設した。
開業時の敷地面積は約4万6000平方メートル、建築面積は2万4400平方メートル。地上3階建て・地下1階建て。ワンフロアの面積では愛知県最大のショッピングセンターだった。開業時には約2300台分の駐車場を有し、駐車台数の観点では豊田市最大のショッピングセンターだった。核店舗はジャスコ高橋店であり、その他に専門店62店舗、2スクリーンの映画館であるジャスコファミリーシアター高橋、アイススケート場などが入居した。

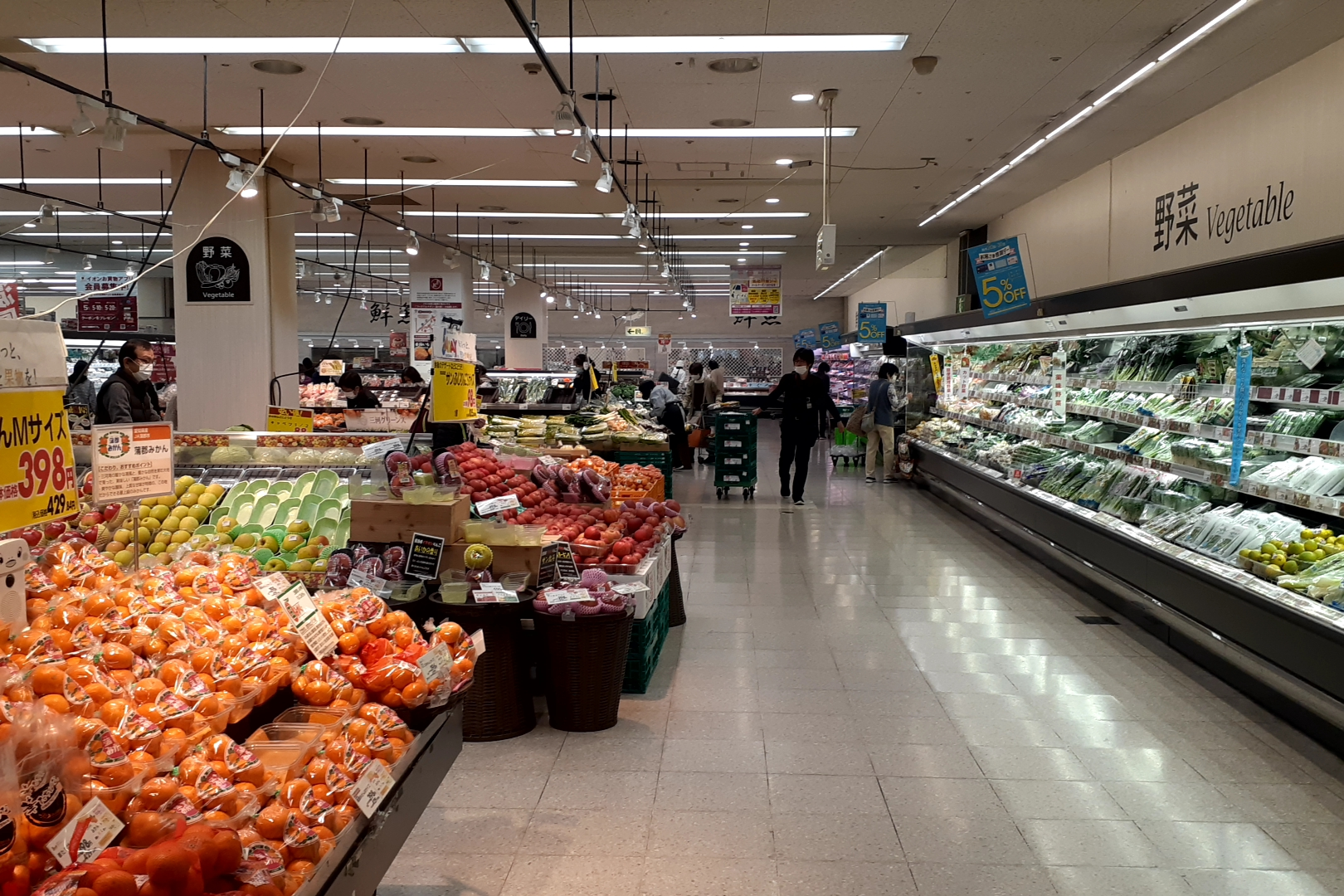
イオン高橋店
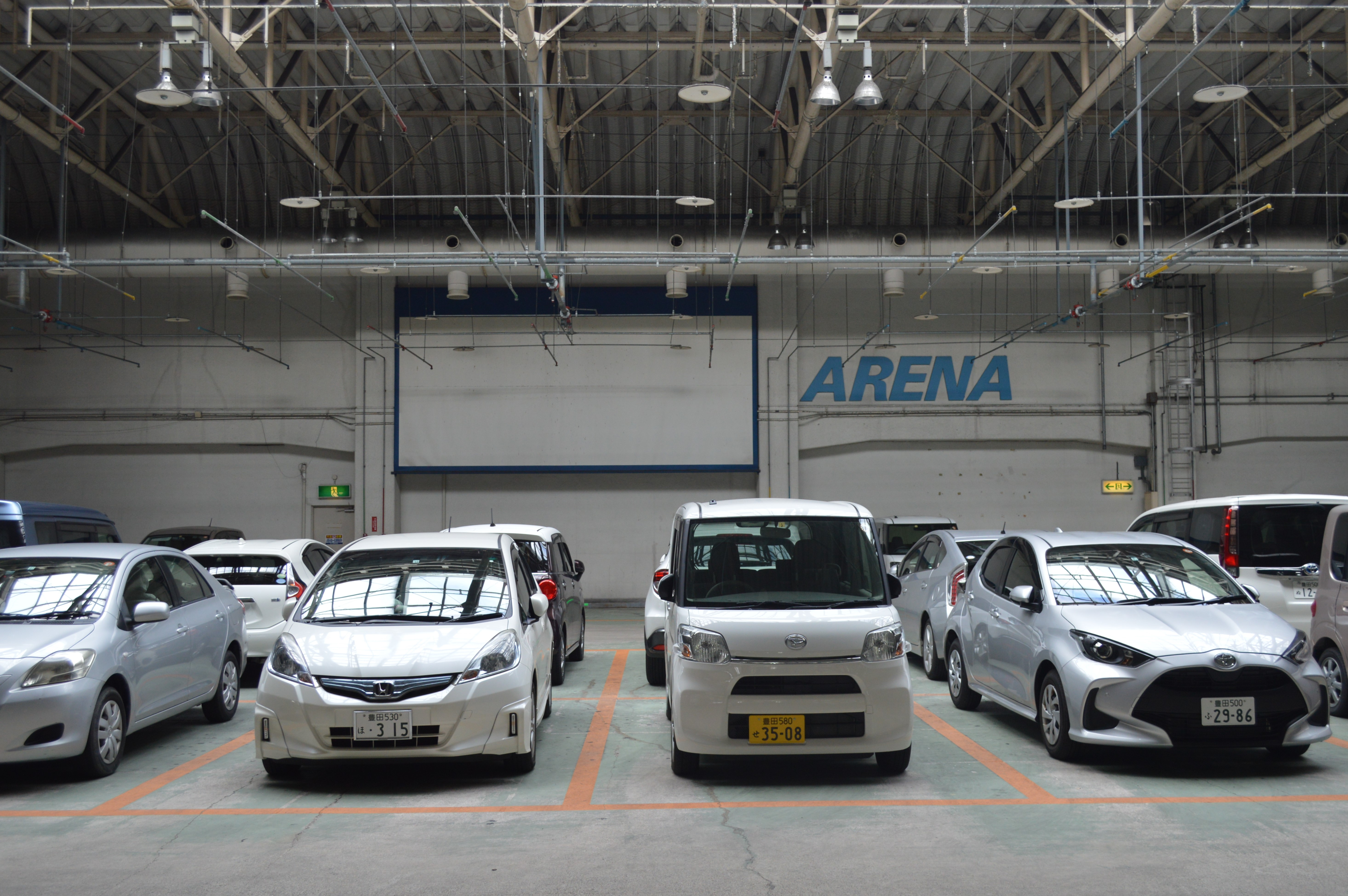
立体駐車場
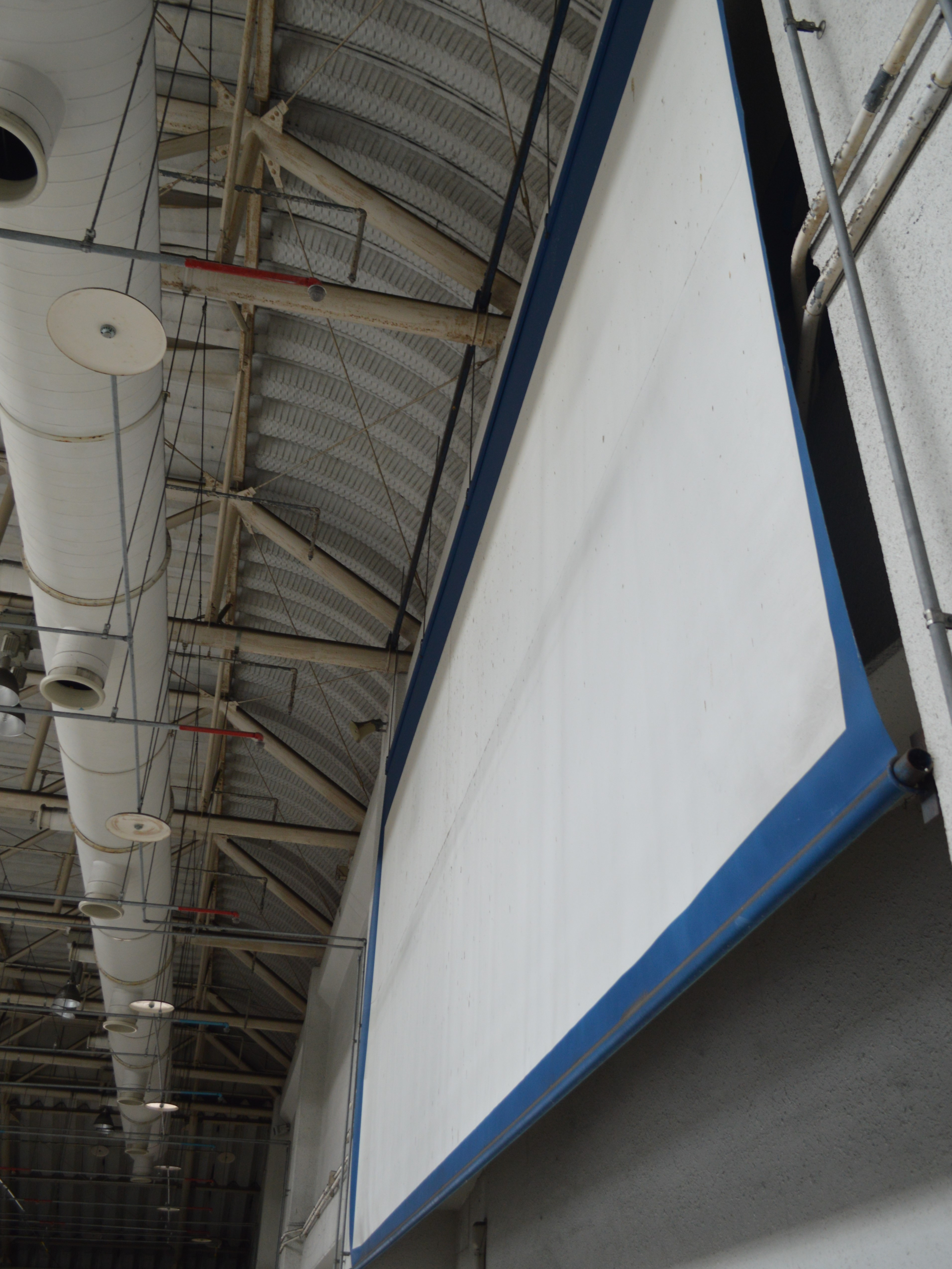
映画館で用いられていたスクリーン

## 交通アクセス
- 名鉄三河線 豊田市駅または愛知環状鉄道・愛知環状鉄道線 新豊田駅から徒歩で約35分。
- とよたおいでんバス「渋谷一丁目」停留所から徒歩。